# Нагутское
Нагу́тское — село в Минераловодском районе Ставропольского края.
Вместе с селом Солуно-Дмитриевское (Андроповский район) входит в бальнеологическую курортную местность «Нагута».

## Варианты названия
- Нагут
- Нагутская
- Нагуты
- Ногутское[2]
- Ногай-юрт. Название связано с тем, что село основано на землях ногайских стоянок[3].

## География
На западе выделяется гора Брык; на юге Верблюд-гора (25 км).
На территории села Нагутское протекает река Сухой Карамык (приток Мокрого Карамыка, бассейн Кумы).
Расстояние до краевого центра: 98 км.
Расстояние до районного центра: 33 км.
11,5 — 15 км на северо-восток от железнодорожной станции Нагутская.

## История
Село основано греческими переселенцами из Турции при урочище Нагут в 1864 году (по другим данным 20 сентября 1865 года):203, 579. В печатных источниках датой его образования также значится 1868 год:579. До конца XIX века существовало как стойбище Малой Ногайской орды. После активной царской экспансии на Кавказ начиная с XVII—XVIII веков тюркское (преимущественно ногайское) население было вытеснено на восток Ставрополья, а на бывших стойбищах основаны сельские поселения и хутора.
В 1912—1913 годах крестьянами из села Нагутского и центральных губерний Российской империи основан хутор Перевальный.
Подробная историческая справка
В 1918 году на Ставрополье начался процесс коллективизации, не получивший достаточного развития из-за гражданской войны. После окончательного установления советской власти в регионе стали создаваться коммуны и артели, организуемые бывшими красноармейцами. В 1920 году в Нагутах красноармейцы из полка И. А. Апанасенко создали коммуну им. Апанасенко. В 1924 году в селе образовались машинное товарищество им. т. Смирнова и пчеловодческое товарищество «Культура».
С 1935 по 1939 год село Нагутское было центром Нагутского района.
15 января 1943 года село было освобождено от немецких оккупантов.
До 2015 года Нагутское образовывало упразднённое сельское поселение Село Нагутское

## Нагутская волость
Существовала как минимум до 1917 года. Входили:
- Орбелиановка[12]

до 1917 — Ставропольская губ., Александровский (Пятигорский) у., Нагутская в.
Менн. село на арендн. земле, осн. в 1863. К юго-вост. от Ставрополя. Назв. по фамилии землевладельца Орбелиани. Основатели из молочанской кол. Гнаденфельд. Жит.: 173 (1873), 27 (1880).

## Население
| 1897   | 1903    | 1989  | 2002  | 2010  | 2011  | 2012  |
| ------ | ------- | ----- | ----- | ----- | ----- | ----- |
| 10 060 | ↗10 864 | ↘2599 | ↗3090 | ↗3142 | ↘3137 | ↘3073 |
| 2013   | 2014    | 2015  | 2021  |       |       |       |
| ↗3086  | ↘3022   | ↗3026 | ↘2912 |       |       |       |

Половой состав
По итогам переписи населения 2010 года проживали 1519 мужчин (48,35 %) и 1623 женщины (51,65 %).
Национальный состав
По данным переписи 2002 года, 69 % населения — русские.
По итогам переписи населения 2010 года проживали следующие национальности (национальности менее 1 %, см. в сноске к строке "Другие"):
| Национальность | Численность | Процент |
| -------------- | ----------- | ------- |
| Русские        | 2111        | 67,19   |
| Даргинцы       | 453         | 14,42   |
| Армяне         | 230         | 7,32    |
| Табасараны     | 99          | 3,15    |
| Греки          | 40          | 1,27    |
| Азербайджанцы  | 34          | 1,08    |
| Украинцы       | 32          | 1,02    |
| Другие         | 143         | 4,55    |
| Итого          | 3142        | 100,00  |

## Инфраструктура
- Дом культуры. Открыт 12 октября 1958 года[25]
- Участковая больница

## Образование
- Детский сад № 28 «Теремок»
- Средняя общеобразовательная школа № 6[26]. Построена в 1972 году
- Детская музыкальная школа № 2

## Экономика
- СПК «Нагутский»

## Памятники
- Братская могила 12 красных партизан, погибших в годы гражданской войны, и 16 советских воинов, погибших при освобождении села от фашистских захватчиков. 1918—1920, 1943, 1952, 1974 года[27]